# Engelbert Kaempfer

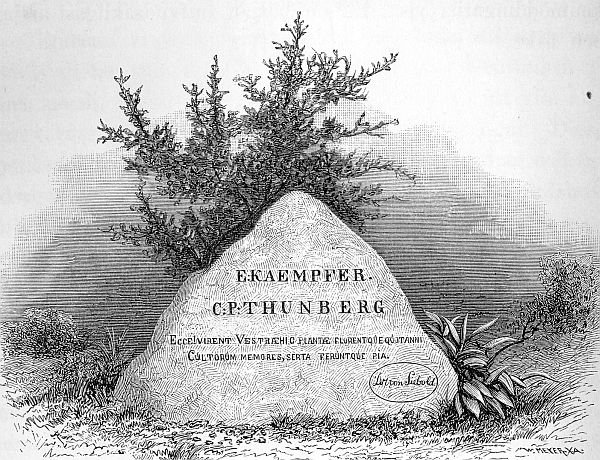
Philipp Franz von Siebolds Gedenkstein für Kaempfer und Carl Peter Thunberg auf dem Gelände der Niederlassung Dejima (Nagasaki)

Engelbert Kaempfer (* 16. September 1651 in Lemgo; † 2. November 1716 in Lieme) war ein deutscher Arzt und Forschungsreisender. Sein offizielles botanisches Autorenkürzel lautet „Kaempf.“

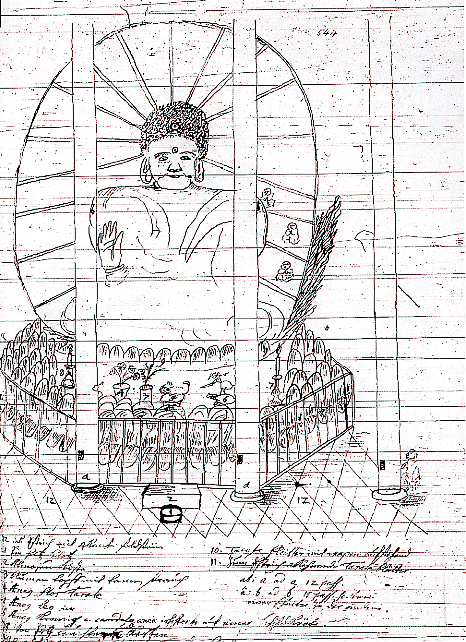
Kaempfers Skizze von Kyoto Daibutsu（1691）

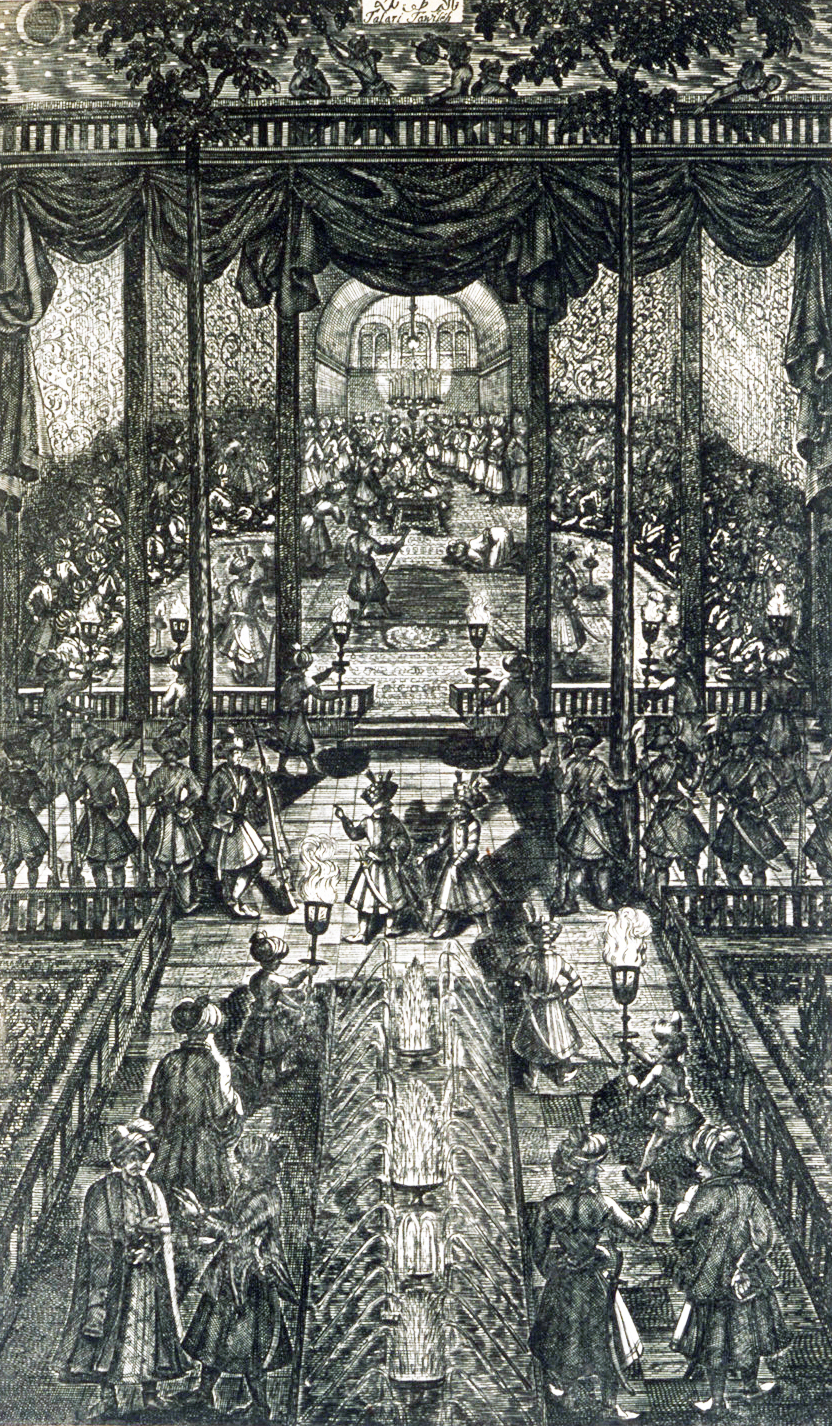
Audienz in Isfahan (Amoenitates Exoticae, 1712)

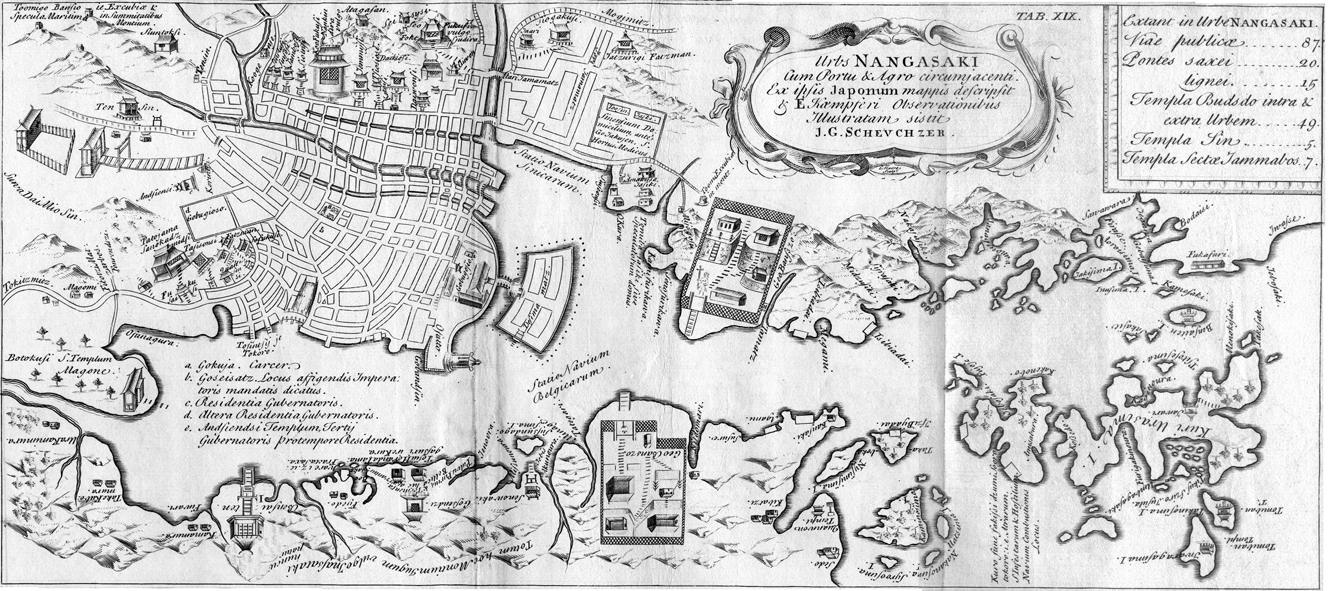
Stadt und Bucht von Nagasaki. Stich auf der Grundlage eines japanischen Holzblock-Drucks, Historia imperii Japonici (1727)

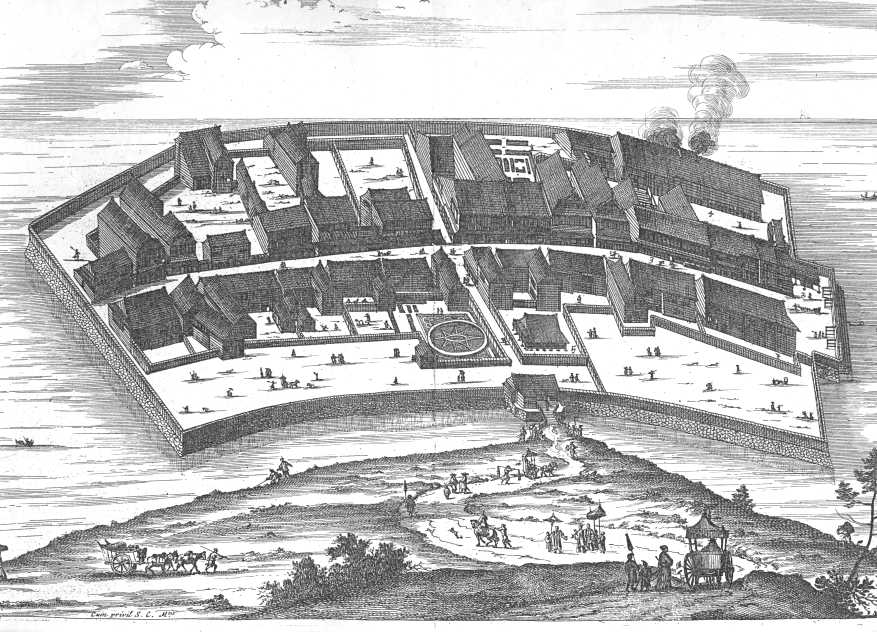
Dejima um die Mitte des 17. Jahrhunderts. Stich von Arnoldus Montanus, 1669

Haus und Praxis der Chirurgen auf Dejima (Nr. 28), Stich nach einer Skizze von Gerrit Voogt, 1736

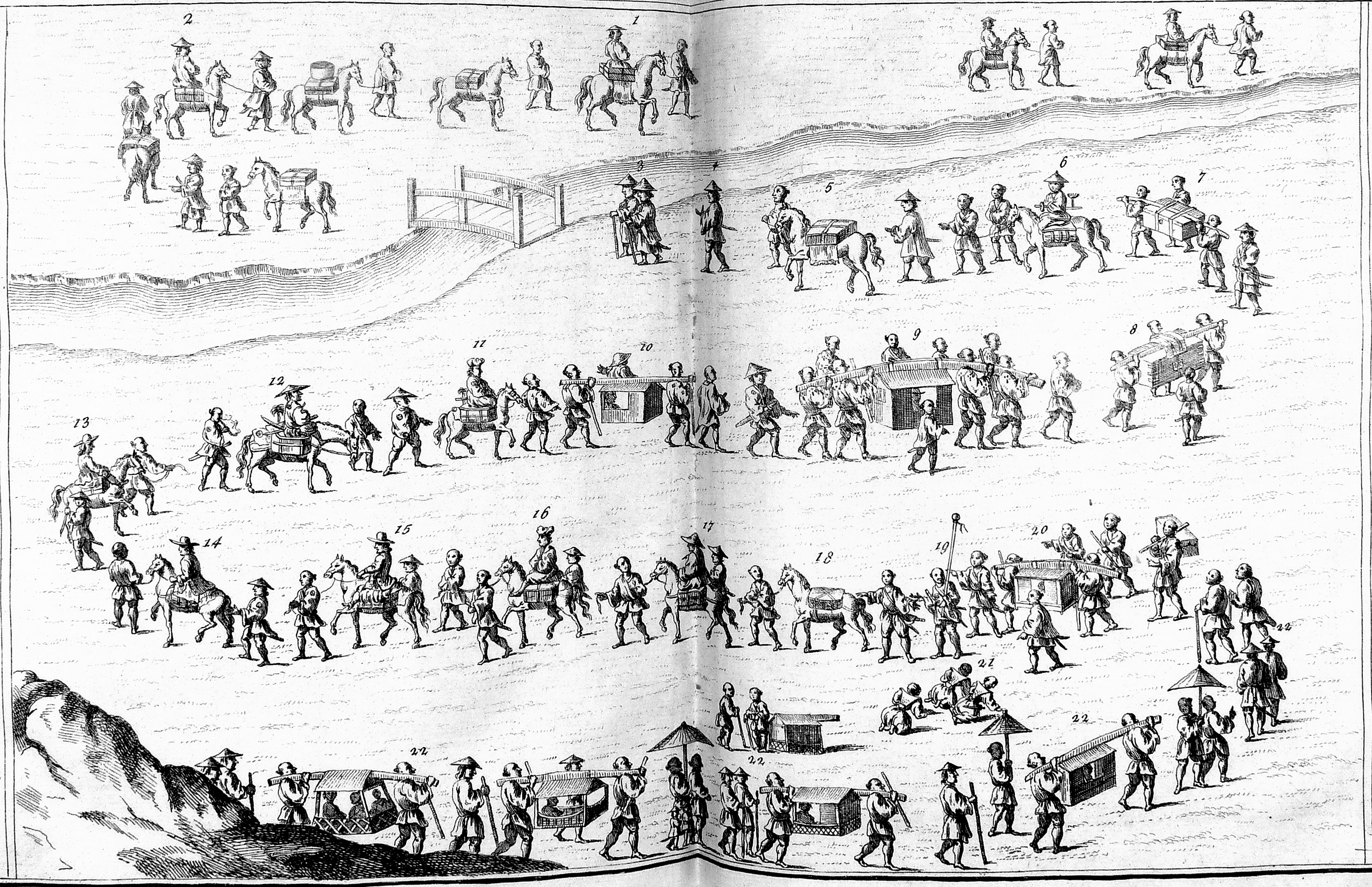
Reisezug des Faktoreileiters auf der Nagasaki-Straße (Nagasaki kaidō) von Nagasaki nach Kokura. Historia imperii Japonici (London 1727), Tafel 22

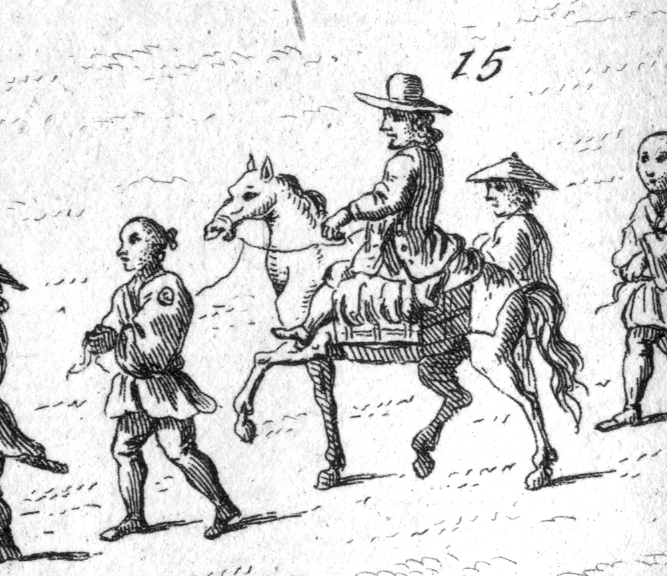
Engelbert Kaempfer zu Pferde, geführt von Imamura Gen'emon Eisei. Historia imperii Japonici (1727)

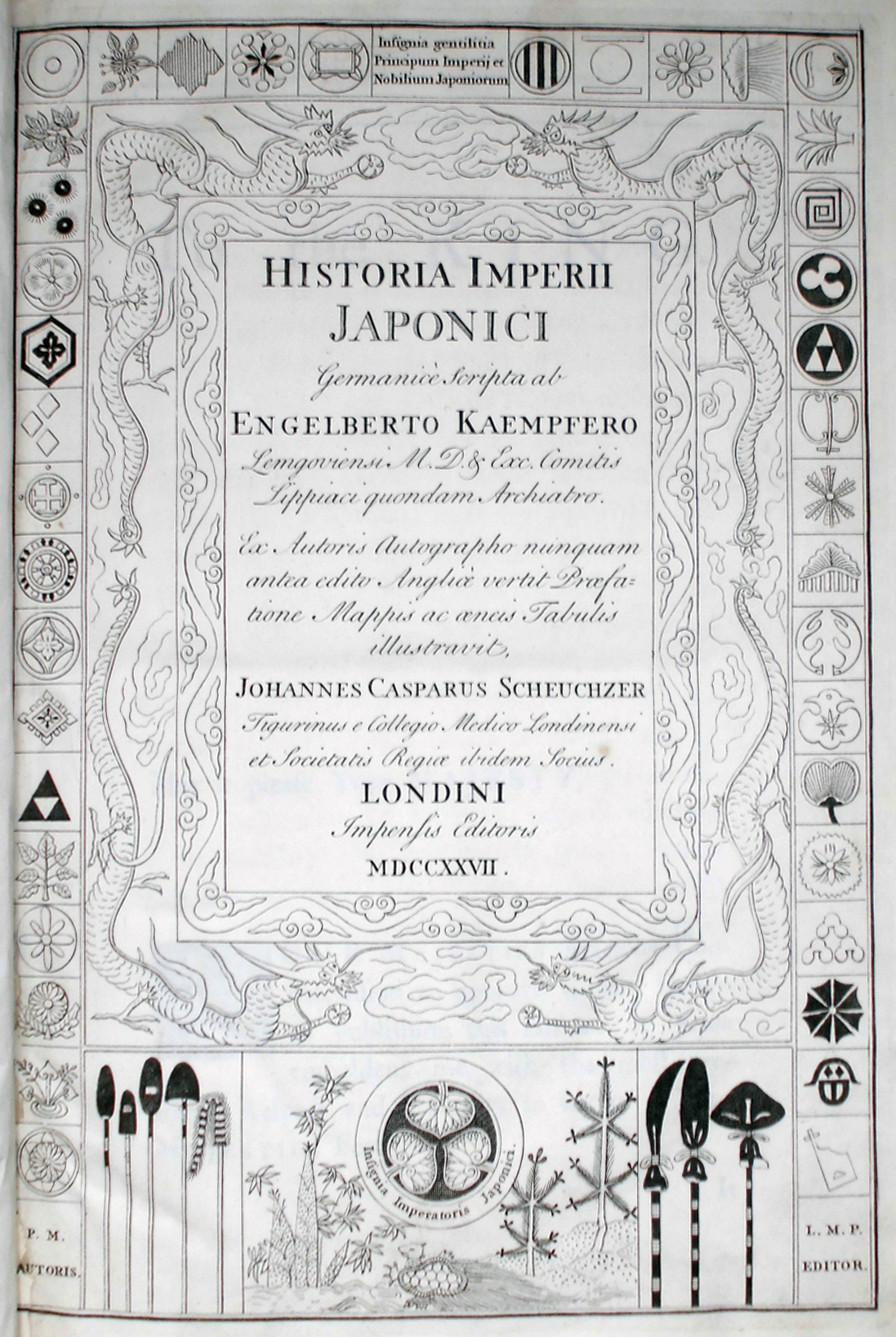
Schmuckblatt in Kaempfers Historia imperii Japonici (1727)

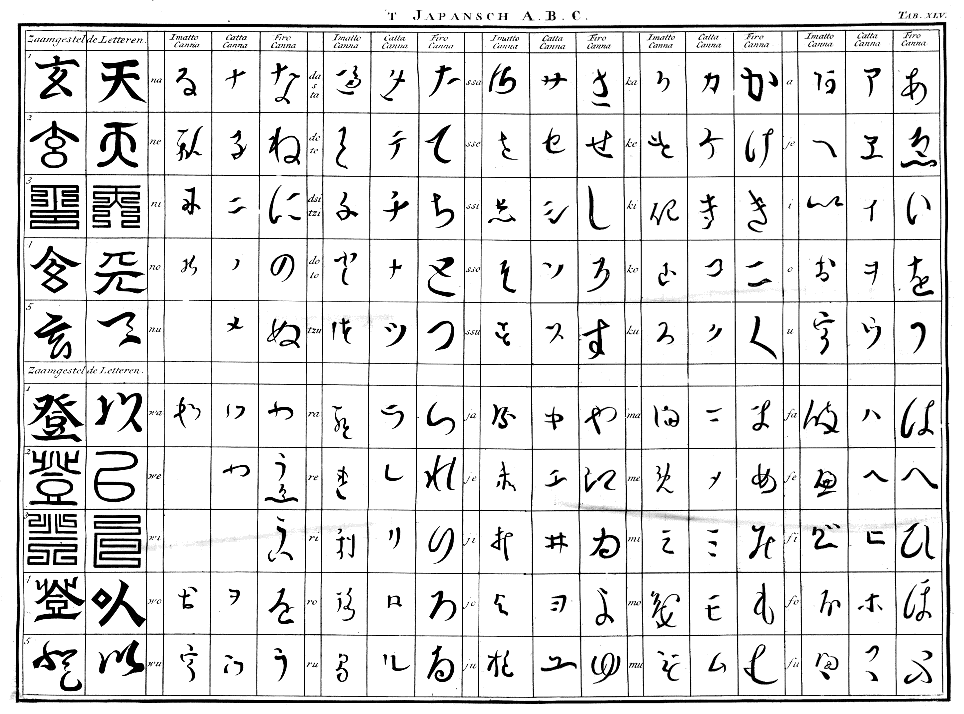
Japanische Silbenschriftzeichen und Schreibformen chinesischer Charaktere

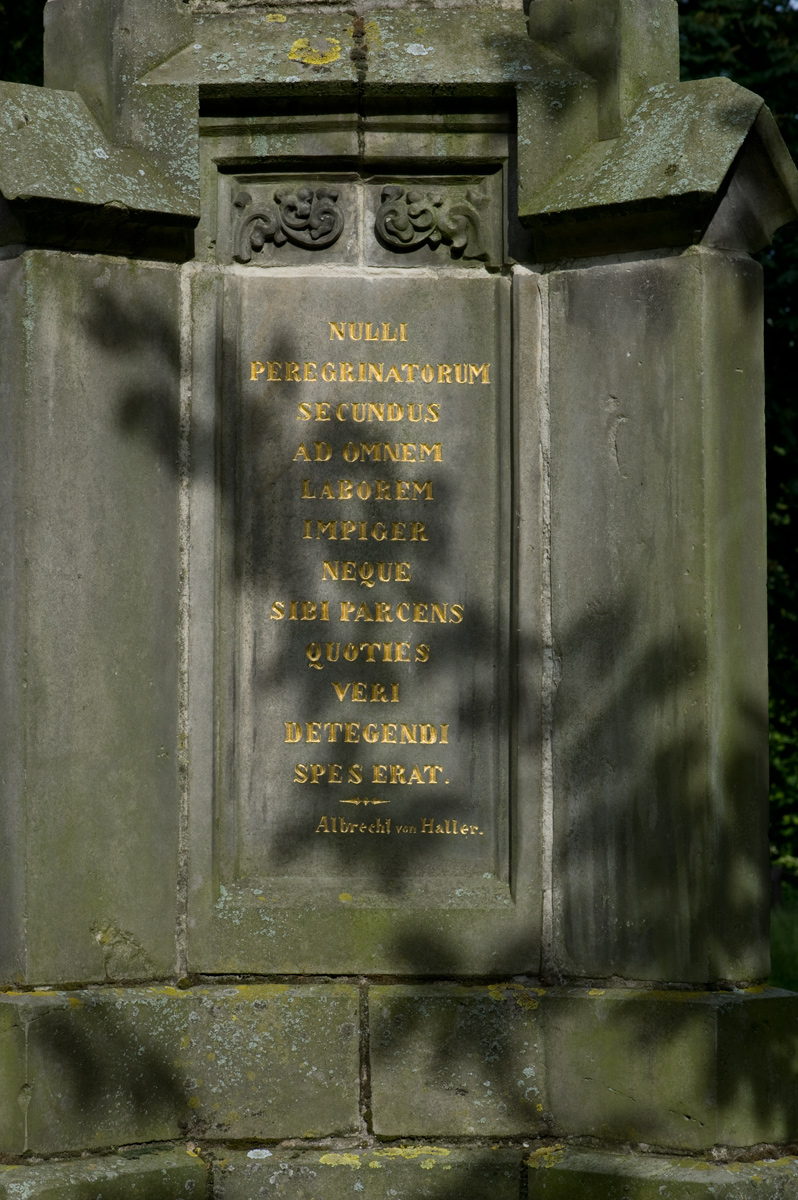
Inschrift des ältesten Engelbert-Kämpfer-Denkmals (1867) in Lemgo

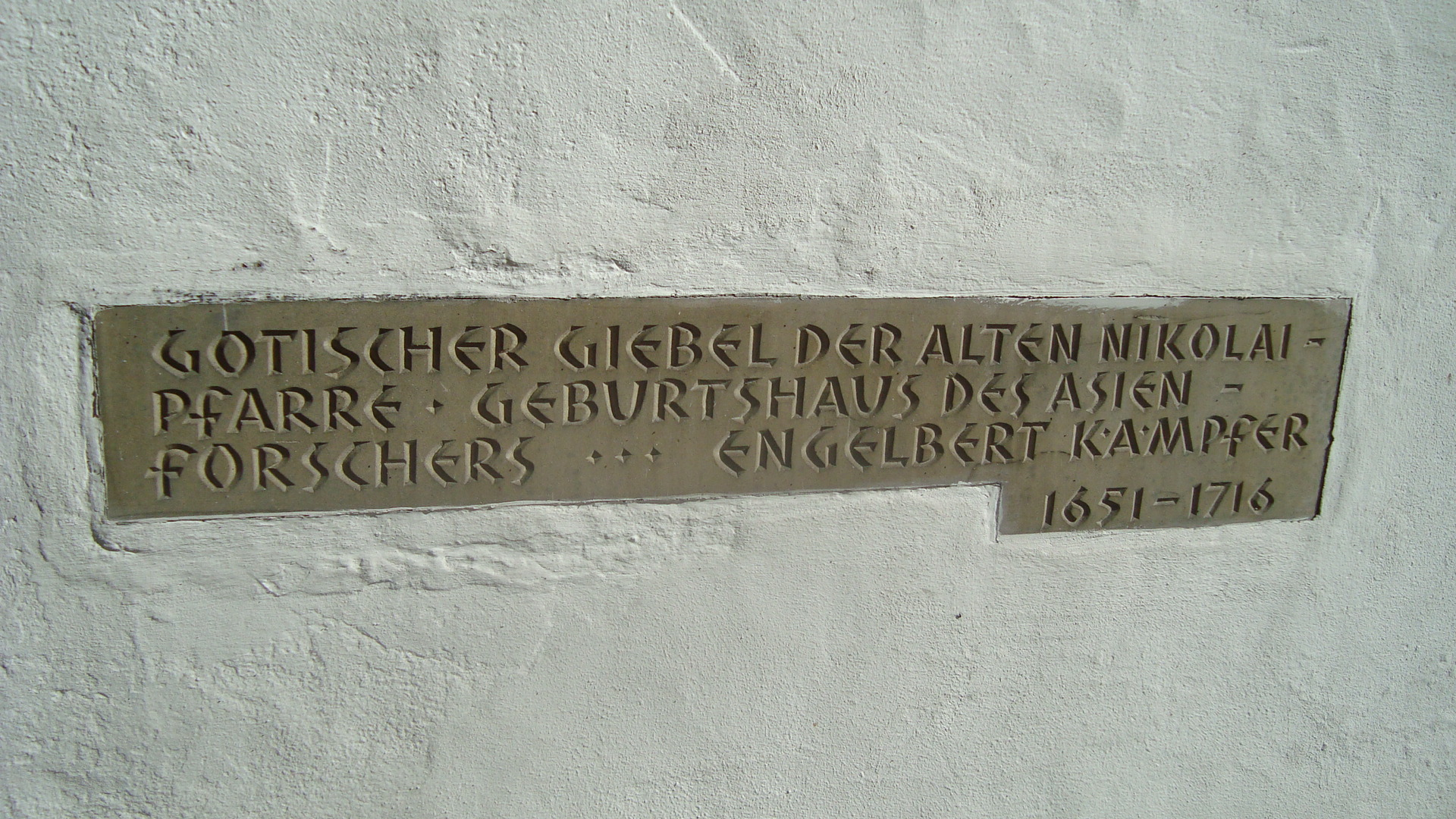
Plakette zum Geburtsort von Engelbert Kaempfer

Im Zuge einer fast zehnjährigen Forschungsreise (1683 bis 1693), die ihn über Russland und Persien nach Indien, Java, Siam und schließlich Japan führte, sammelte er zahlreiche Kenntnisse zur Geographie, Natur, Gesellschaft, Religion, Politik, Verwaltung sowie den Wissenschaften und Künsten der bereisten Regionen. Seine Schriften gelten als wichtige Beiträge zur frühmodernen Erforschung der Länder Asiens. Sie prägten zugleich das europäische Japanbild des 18. Jahrhunderts und dienten bis ins frühe 19. Jahrhundert vielen Forschungsreisenden als Referenzwerk.

## Leben
Engelbert Kaempfer war der zweite Sohn von Johannes Kemper, Pastor an der St.-Nicolai-Kirche zu Lemgo, und dessen Ehefrau Christina Drepper, der Tochter seines Amtsvorgängers. Nach dem frühen Tod seiner ersten Frau um 1654 heiratete der Vater Adelheid Pöppelmann. Ab 1665 besuchte Engelbert zunächst das Lemgoer Gymnasium, ab 1667 die Lateinschule in Hameln und von 1668 bis 1670 das Johanneum in Lüneburg. Bei begabten Schülern war es damals üblich, die Schule mehrmals zu wechseln, um den Gesichtskreis zu erweitern und die beruflichen Möglichkeiten zu verbessern. Ein weiterer Grund war möglicherweise, dass in den Jahren 1666 und 1667 seine beiden Onkel Bernard Grabbe und Andreas Koch im Verlauf der Lemgoer Hexenprozesse hingerichtet wurden. Von 1668 bis 1673 besuchte er die Gymnasien in Lüneburg und Lübeck sowie das „Athenaeum“ in Danzig, wo er Philosophie, Geschichte sowie alte und neue Sprachen studierte. Dort veröffentlichte er sein erstes Werk unter dem Titel „De Maiestatis divisione“ (Über die Teilung der obersten Gewalt). Es folgte ein langjähriges Studium der Philosophie und Medizin an den „Hohen Schulen“ in Thorn, Krakau und Königsberg. 1681 wechselte er zur Akademie in Uppsala.

### Im Safawidenreich (1683 bis 1685)
Am schwedischen Hof machte Kaempfer die Bekanntschaft von Samuel von Pufendorf, der ihn dem schwedischen König Karl XI. als Arzt und Legationssekretär für eine Gesandtschaft unter Leitung des Holländers Ludvig Fabritius (1648–1729) zum russischen und persischen Hof empfahl. Während dieser Reise schulte er seine Beobachtungsfähigkeit und fertigte umfangreiche Aufzeichnungen zu Land und Leuten in den besuchten Regionen an. Die Delegation brach am 20. März 1683 aus Stockholm auf und reiste über Finnland, Livland, Moskau nach Astrachan, wo sie am 7. November 1683 eintraf und von wo sie sodann per Schiff die Reise über das Kaspische Meer fortsetzte. Am 17. Dezember erreichte sie Schemacha, Hauptstadt der damals noch unter iranischer Herrschaft stehenden Region Schirwan. Den dortigen einmonatigen Aufenthalt nutzte Kaempfer zur Besichtigung der Erdölquellen Fontes Naphta von Badkubeh (heute Baku), die er als erster Europäer erkundete und genauer beschrieb. Noch heute erinnern Ausstellungstafeln im Museum von Baku an den Besuch Kaempfers. Am 14. Januar 1684 traf die Gesandtschaft in Rascht in Nordiran ein und reiste von dort über Qazvin, Qom und Kaschan zur safawidischen Hauptstadt Isfahan weiter, wo sie am 29. März 1684, ein Jahr nach ihrer Abreise von Stockholm, eintraf.
Kaempfer hielt sich insgesamt 20 Monate in Isfahan auf und wurde so zu einem der wichtigsten europäischen Zeitzeugen, dem wir wertvolle Berichte über die damalige iranische Hauptstadt, die Verwaltung des Safawidenstaats und das Leben am Hofe verdanken. Nicht zuletzt durch das Erlernen des Persischen und Türkischen war er in der Lage, tiefe Einblicke in das Leben im Iran des 17. Jahrhunderts zu gewinnen.

### Nach Ostasien
Während seines Aufenthalts erfuhr Kaempfer von der Anwesenheit einer holländischen Handelsstation in Bandar Abbas und er beschloss, sich von der erfolglosen schwedischen Gesandtschaft zu trennen und eine Stelle bei der Niederländischen Ostindien-Kompanie (VOC) anzustreben. Er musste allerdings eineinhalb Jahre warten, bis er endlich nach Bandar Abbas abreisen konnte. Auf dem Weg nach Süden besuchte er die Ruinen von Persepolis und studierte die Täfelchen mit Schriftzeichen, für die er den Namen Keilschrift erfand. Im klimatisch außerordentlich strapaziösen Bandar Abbas lebte er zweieinhalb Jahre. Hier entstand unter anderem seine Arbeit über die Dattelpalme. Nach langwierigen Versuchen und vielen Bittbriefen erhielt er schließlich eine Anstellung. Von 1685 bis 1688 war Kaempfer Faktoreiarzt in Bandar Abbas.
Am 30. Juni 1688 begab er sich als Schiffsarzt an Bord der Jacht Copelle, die persische Waren für Ceylon und Batavia geladen hatte. Er erreichte am 16. Juli 1688 Maskat, die Hauptstadt des Oman. Obwohl er nur einige wenige Tage blieb, fertigte er umfangreiche Aufzeichnungen über den Oman an. Seine Notizen zählen heute zu den wichtigsten Quellen aus jener Zeit, da er damals einer der wenigen europäischen Besucher des Landes war. Rund ein Jahr lang arbeitete er als Schiffsarzt im indischen Raum, der seinerzeit zum Einflussbereich der niederländischen Ostindien-Kompanie gehörte.
Nach seiner Ankunft in Batavia, der Verwaltungszentrale der Kompanie in Ostasien, bewarb er sich erfolglos um eine Stelle im lokalen Krankenhaus. Hier lernte er Daniel Parvé kennen, den Schatzkanzler der Niederländischen Ostindien-Kompanie, mit dem er sich befreundete. Im Umgang mit ehemaligen Japanreisenden und Gebildeten in Batavia reifte dann der Plan zur umfassenden Erforschung des Landes, das seit 1639 nur noch einen sehr eingeschränkten Umgang mit der Außenwelt pflegte. Zur Vorbereitung erhielt er allerlei Materialien sowie eine in niederländischer und chinesischer Sprache verfasste Liste von Büchern etc., die er in Japan sammeln sollte.
Am 7. Mai 1690 verließ Kaempfer Batavia an Bord der Waelstrohm. Die erste Station war die holländische Niederlassung in Ayutthaya, wo er den König von Siam besuchte. Nach dreiwöchigem Aufenthalt stach die Waelstrohm am 7. Juni 1690 erneut in See und erreichte am 24. September 1690 nach heftigen Taifunen die Bucht von Nagasaki. Die Niederlassung der Kompanie lag auf der künstlich aufgeschütteten Insel Dejima (Deshima) in unmittelbarer Nähe der Stadt. Nagasaki war wegen der sogenannten Abschließungspolitik der einzige erlaubte Anlaufhafen der Ostindien-Kompanie (VOC). Alle auf Dejima tätigen Europäer wurden registriert. Offiziell galten sie als Niederländer. Hier arbeitete Kaempfer als Stationsarzt von 1690 bis 1692. Obwohl die Europäer die Handelsniederlassung nur zu ein bis zwei Tagesausflügen pro Jahr verlassen durften, gelang es ihm dank der Kooperation japanischer Partner wie seinem jungen Zimmerdiener Imamura Eisei, den Dolmetschern Namura Gonpachi, Narabayashi Chinzan (1648–1711) und anderen, zahlreiche Objekte, Bücher und Informationen zu sammeln und auszuwerten.
Als Arzt durfte Kaempfer zudem an der jährlichen Hofreise des niederländischen Repräsentanten (ndl. opperhoofd) teilnehmen, der im Schloss zu Edo (heute Tokio) dem Shōgun für die Genehmigung zum Handel mit Japan Dank abzustatten hatte. Nach der Durchquerung der Insel Kyushu auf der sogenannten Nagasaki-Straße (Nagasakikaidō) segelte man auf einem kleinen Schiff von Shimonoseki bis Osaka und zog dann auf dem Landweg über die berühmte Ostmeerstraße (Tōkaidō) nach Edo. Diese zwei Reisen ermöglichten es ihm, die bisher gesammelten Informationen zu überprüfen, auszuweiten und wichtige Regionen des Landes aus eigener Anschauung kennenzulernen. Zu seinem Glück war das Botanisieren gestattet, so dass er eine stattliche Kollektion an Pflanzenproben zusammentrug und unter diesem Vorwand zugleich Routenkarten anfertigen konnte. Unterwegs wurde er auch auf die Japanische Riesenkrabbe aufmerksam, die in der modernen Nomenklatur seinen Namen erhielt: Macrocheira kaempferi. Sowohl ein männliches, als auch ein weibliches Exemplar sind heute in seiner Heimatstadt, der lippischen Alten Hansestadt Lemgo, im Museum Hexenbürgermeisterhaus zu sehen.
Der zu Kaempfers Zeiten amtierende Shōgun Tokugawa Tsunayoshi hatte ein starkes Interesse an den Europäern und ließ nach der offiziellen Reverenzerweisung des niederländischen Repräsentanten eine Art Audienz in einem anderen Saal des Schlosses arrangieren, wo es über die Dolmetscher zu allerlei Fragen und Antworten kam und Kaempfer unter anderem zu Gesangs- und Tanzdarbietungen genötigt wurde. Zwar empfand Kaempfer diese „Pickelsheringsreigen“ als Zumutung, hielt ihn dennoch ausführlich in seinem Manuskript „Heutiges Japan“ fest.

### Rückkehr nach Europa
Am 6. Oktober 1693 erreichte Kaempfer nach einem Zwischenstopp in Südafrika mit der Pampus Amsterdam. Nach der Promotion an der Reichsuniversität in Leiden, bei der er zehn medizinische Observationen zum Besten gab, kehrte er im August 1694 nach Lemgo zurück und bezog den Steinhof in Lieme, den sein Vater 1675 erworben hatte. Hier begann er mit der Auswertung seiner Schätze, doch die ärztliche Praxis und besonders seine Pflichten als Leibarzt des anspruchsvollen Grafen Friedrich Adolf zur Lippe in Detmold erwiesen sich als zeit- und kräfteraubend. Die 1700 geschlossene, wenig glückliche Ehe mit der mehr als 30 Jahre jüngeren Sophie Wilstach trug zur wachsenden Erschöpfung bei. In einem Brief an seinen holländischen Freund Parvé schrieb er 1705: Ich führe ein ruheloses und überaus beschwerliches Leben zwischen Feldern und Höflingen.
1712 gelang es ihm schließlich, die „Amoenitates Exoticae“ bei Meyer im heimatlichen Lemgo zu publizieren. Zum Druck eines zweiten Manuskripts „Heutiges Japan“ kam es jedoch nicht mehr. Im Alter von 65 Jahren starb Engelbert Kaempfer am 2. November 1716 im Steinhof. Er wurde am 15. November 1716 in der Nicolaikirche zu Lemgo beigesetzt. In seinem Testament hatte er verfügt, dass seine Frau leer ausgehen sollte, und als Haupterben seinen Neffen Dr. Johann Hermann Kemper, Sohn seines älteren Bruders Joachim eingesetzt, der als Syndikus in Goslar tätig war.

## Das Erbe
Nach Kaempfers eigenen Worten hat er in sein Werk nichts aus meiner eigenen Phantasie Geschöpftes hereingebracht, nichts was nach der Schreibstube schmeckt und nach der Studierlampe riecht. Ich beschränke mich darauf, allein das zu schreiben, was entweder neu oder von anderen nicht gründlich und vollständig überliefert ist. Als Forschungsreisender hatte ich kein anderes Ziel, als Beobachtungen von Dingen zu sammeln, die uns nirgends oder nicht genug bekannt geworden sind. (Vorwort der Amoenitates Exoticae) Das 900 Seiten umfassende Werk richtet sich an die europäische Gelehrtenwelt und besteht aus fünf Büchern: Der größere Teil ist Persien gewidmet, der Rest bezieht sich auf Japan.
Kaempfers Werk und Forschung wurden wiederholt von Carl von Linné sehr gelobt und oft verwendet. Kaempfers Beschreibung der Hyäne war die erste wissenschaftliche und widersprach deshalb vollkommen den seit der Antike verbreiteten verwirrenden, falschen bzw. frei erfundenen Behauptungen über dieses Tier. Linnés Beschreibung basierte auf Kaempfers und somit könnte oder sollte die moderne Bezeichnung der Streifenhyäne, Hyaena hyaena Linnaeus, den Namen Kaempfer enthalten.

### Kaempfers Japanwerk
Große Teile des Nachlasses wurden 1723 und 1725 vom Leibarzt des englischen Königs und leidenschaftlichen Sammlers Sir Hans Sloane (1660–1753) angekauft. Dieser ließ das ungedruckte Japanmanuskript von dem jungen Schweizer Arzt und Gelehrten Johann Caspar Scheuchzer bearbeiten und übersetzen und 1727 unter dem Titel The History of Japan publizieren. Das systematische Werk füllte eine Lücke, da eine umfassende, neuere Beschreibung seit Jahrzehnten ausstand. Zudem gelang es Kaempfer, sich weitgehend von der Form der Reisebeschreibung freizumachen und seine Beobachtungen in Form von Topoi (Geographie, Geschichte, Religion usw.) auszubreiten. Schon 1729 erschienen die erste Auflagen einer französischen und einer niederländischen Übersetzung. Nach der Entdeckung eines zweiten Manuskriptes im Nachlass von Kaempfers Nichte gab der Aufklärer, spätere Staatsrat und Archivar Christian Wilhelm Dohm eine deutsche Version heraus, die von 1777 bis 1779 unter dem Titel Engelbert Kaempfers Geschichte und Beschreibung von Japan ebenfalls bei Meyer erschien. Nach eigenen Worten hatte er nur behutsame textliche Veränderungen vorgenommen, tatsächlich aber ganze Kapitel, die in seinem Manuskript fehlten, aus der The History of Japan übersetzt. Auch übernahm er, mit einer Ausnahme, die von Scheuchzer ausgewählten und bearbeiteten Abbildungen der englischen Version.
In der ersten Hälfte des 20. Jhs. war der Eindruck entstanden, dass die Nachwelt Kaempfer vergessen habe, doch wie Peter K. Kapitza in umfangreichen Studien zeigt, übte sein Werk, besonders die französische Ausgabe, auf die europäische Intelligenz der Aufklärung einen starken Einfluss aus. Dank der systematischen Konzeption und des Reichtums an Informationen wurde es von den späteren Japanreisenden ebenso genutzt wie von europäischen Schriftstellern, Enzyklopädisten und Naturforschern.
Großes Aufsehen erregte Kaempfers Abhandlung über die japanische „Abschlusspolitik“, die in den Amoemitates Exoticae erstmals publiziert und im Anhang der History of Japan und der folgenden Editionen weit verbreitet wurde. Sein Bild einer genügsamen, fleißigen und unter der strengen Herrschaft des Shōgun harmonisch zusammenlebenden Gesellschaft, die sich zu ihrem Schutz von der Welt zurückgezogen habe, prägte das europäische Japanbild weit über das 18. Jahrhundert hinaus. Bei der Übersetzung der niederländischen Version dieser Abhandlung prägte der japanische Dolmetscher Shizuki Tadao im Jahre 1801 wegen der Komplexität des langen Kaempferschen Titels den neuen Terminus sakoku (Landesabschluss), der zum Schlüsselbegriff in der japanischen Geschichtsschreibung des 20. Jhs. werden sollte.

#### Botanische Forschungen
Kaempfers botanische Beobachtungen gingen erheblich über die seiner Vorgänger Andreas Cleyer und George Meister hinaus. Schon bald nach seiner Ankunft begann er mit dem Sammeln von Pflanzen und Informationen. Neben seinem Zimmerdiener Imamura waren hier, wie seine Notizen zeigen, besonders Narabayashi Chinzan und Bada Ichirōbei behilflich. Eigentlich versuchten die japanischen Behörden, Erkundungen zu Land und Leuten nach Kräften zu verhindern, doch hinsichtlich des Botanisierens gab es, wie Kaempfer selbst schrieb, keinerlei Probleme. In seinen Aufzeichnungen finden wir eine Reihe von Blättern mit Aufzeichnungen zu Pflanzen. Deren Namen erhielt er teils von seinen Gewährsleuten, teils stammen sie aus dem Bildwörterbuch Kinmōzui, das er sich von Imamura und anderen erklären ließ. Kaempfers Herbarium wurde zusammen mit den japanbezogenen Materialien an Hans Sloane in London verkauft. Zu Lebzeiten konnte er jedoch Beschreibungen einer beachtlichen Zahl von Pflanzen als 5. Teil der Amoenitates Exoticae unter dem Titel Flora Japonica veröffentlichen. Zu einigen fügte er auch Abbildungen hinzu. Nach George Meisters Beschreibungen im Orientalisch-Indianischen Kunst- und Lustgärtner (1692) war dies die erste wissenschaftliche Publikation zur Flora Japans.
In der Flora Japonica finden wir unter anderem die erste detaillierte westliche Beschreibung des Ginkgo, eines lange als ausgestorben geltenden Baumes. Dieser war vor rund 1200 Jahren in Japan eingeführt worden. Er steht noch heute im Areal von Tempeln und Schreinen und dient auf dem Lande wegen seines geraden schlanken Wuchses auch zur Markierung von Grundstücksgrenzen. Bei der Transliteration des japanischen Namens ginkyō unterlief Kaempfer ein Fehler, der durch Carl von Linnés Nomenklatur als „Ginkgo“ verewigt wurde. Große Aufmerksamkeit schenkte Kaempfer auch dem Kampferbaum. Der Orientalist Herbert de Jager, der Kaempfer vor seiner Abreise aus Batavia eingehend instruierte, hatte ihn speziell um Pflanzenproben und Bilder dieses Baumes gebeten. Riesige alte Kampferbäume sind noch heute in vielen Tempeln und Schreinen zu sehen. Zu Kaempfers Zeiten wurden Kampferbäume aber auch zur Gewinnung von Campher und Kampferöl kultiviert. Besonders in der Provinz Satsuma (heute Präfektur Kagoshima) produzierte man größere Mengen an Campher, der im 17. Jh. von der Ostindien-Kompanie angekauft wurde.

#### Sprachforschungen
Infolge der Kürze seines Aufenthaltes blieben Kaempfers Forschungen zur japanischen Sprache weit unter dem Niveau der von den Jesuiten des 16. und frühen 17. Jahrhunderts publizierten Grammatiken und Wörterbücher. Mit der Vertreibung der Portugiesen und Spanier war die Erforschung des Japanischen zusammengebrochen, bis auf einige verballhornte Redewendungen gab es keinerlei Beobachtungen zur Sprache des Landes mehr. Kaempfer notierte sich eine Fülle einheimischer Bezeichnungen. Pionierarbeit leistete er hinsichtlich der Pflanzennamen, die er zusammen mit den aus dem Kinmōzui übernommenen chinesischen Schriftzeichen in seine Flora Japonica aufnahm. Für Sprachhistoriker sind seine Transliterationen von Wert. Denn die von ihm als Höreindruck in lateinischen Lettern notierten Wörter und Wendungen spiegeln eine Reihe von Eigenheiten der damaligen Aussprache besser wider als die morphologisch fundierten Transkriptionssysteme der Missionare.

#### Medizin
Hermann Buschoff hatte 1674 mit einem Büchlein zur Fußgicht den japanischen Begriff Moxa eingeführt. Der Arzt Willem ten Rhijne prägte nach seiner Rückkehr aus Japan unter anderem den Begriff Akupunktur. Beide erreichten jedoch kein tieferes Verständnis der hinter diesen Therapien stehenden Physiologie und Ätiologie. Kaempfer bemühte sich, über deren Darstellungen hinauszugehen, was ihm mit der Beschreibung konkreter Therapiefälle einigermaßen gelang. Hinsichtlich der Deutung der Wirkmechanismen blieb es hingegen weitgehend bei der Terminologie und Interpretation seiner Vorgänger. Zur Erklärung theoretischer Aspekte der Medizin reichten im 17. Jh. die Sach- und Sprachkenntnisse der japanischen Dolmetscher noch nicht aus. So wurde das Qi der chinesischen Medizin (nahezu unvermeidlich) in Winde und Dämpfe („flatus et vapores“) transformiert, die sich aufstauen und Ungleichgewichtigkeiten im Organismus verursachen. Den Wirkungsmechanismus von Akupunktur und Moxibustion interpretierte Kaempfer als „revulsiv“ (umwälzend):
„Zum Ablocken der Dämpfe (und das ist der Sinn des Brennens) würde sich nach europäischem Urteil derjenige Ort am besten eignen, der dem erkrankten Teil am nächsten liegt. Sie (die japanischen Ärzte) wählen jedoch oft weit entfernte Punkte, die mit der erkrankten Region nach anatomischen Grundsätzen nur durch die allgemeine Körperhülle verbunden sind … Die Scapula (das Schulterblatt) wird mit Erfolg gebrannt, um den Magen zu heilen und um den Appetit anzuregen, die Wirbelsäule bei Pleurabeschwerden, die Adduktoren des Daumens bei Zahnschmerzen auf derselben Seite. Welcher Anatom kann hier eine Gefäßverbindung aufzeigen?“
Seine allgemeine Interpretation der Punktwahl für die Moxibustion (und Akupunktur) hatte keinen Einfluss auf die frühe Akupunkturpraxis in Frankreich (1810–1826), die sich auf das Nadeln von Schmerzpunkten beschränkte, statt – wie es in China und in Japan üblich war – mit einer Kombination von Nah- und Fernpunkten zu behandeln.
Anders verhält es sich mit Kaempfers Beschreibung der Behandlung der „Kolik“ mit Akupunktur bei den Japanern. Sie wird illustriert (S. 583) durch die Abbildung einer Frau, in deren Oberbauch 9 Punkte aufgemalt sind. Hinter dieser Beschreibung steht das japanische Leiden Senki, eine Störung des Flusses des Qi im Abdomen. Die von ihm beobachtete Therapie folgt einem japanischen Konzept, das die chinesischen Meridiane ignoriert und den Bauch als Ort der Diagnose und Therapie betrachtet.
Seit dem 15. Jahrhundert wurden in Nordeuropa die Begriffe „Kolik“ und „Aufsteigen der Gebärmutter“ synonym verwendet, spätestens seit dem Beginn des 19. Jahrhunderts gesellte sich der Begriff „Hysterie“ dazu.
Der französische Arzt Louis Berlioz (1776–1848), Vater des Komponisten Hector Berlioz praktizierte als erster in Europa die Akupunktur. Die erste Patientin, eine 24-Jährige, die er im Jahre 1810 mit Akupunktur behandelte, litt an einem „nervösen Fieber“ (= Umschreibung von „Hysterie“). Er stach die von Kaempfer beschriebenen Punkte im Oberbauch, ohne sie mit Fernpunkten zu kombinieren.
Engelbert Kaempfer beschäftigte sich mit Tropenkrankheiten und beschrieb den Madenafuß (Aktinomyzetom) sowie die Elephantiasis.

### Rezeption seines Werkes
Kaempfers Schriften waren ein Meilenstein in der Erforschung Japans. Viele Angaben aus seinen landeskundlichen Beschreibungen Japans gingen unter dem jeweiligen Stichwort in die berühmte Encyclopédie von Diderot und d'Alembert ein.
Hinsichtlich der Beurteilung der einheimischen Religionen blieb Kaempfer weitaus zurückhaltender als die katholischen Japanmissionare des 16. und frühen 17. Jahrhunderts. Zwar war zu Kaempfers Zeiten das Christentum verboten und intensiver Verfolgung ausgesetzt, doch Shintō, Buddhismus und Konfuzianismus koexistierten ohne die Antagonismen, die die interkonfessionellen Beziehungen das Westens prägten. Unter der in mehrere Kapitel geteilten Darstellung der Religionen Japans verdient Kaempfers Beschreibung der Bergasketen (jap. Yamabushi) als erste längere westliche Arbeit zur Religion des Shugendō besondere Beachtung. Leider nahm Kaempfer einige seiner im Nachlass zu findenden Beobachtungen zu den magischen Praktiken sowie die Zeichnung einer Mudra (jap. in), d. h. einer symbolischen, eigentlich geheimen Handgeste, die ihm der Dolmetscher Narabayashi Chinzan zeigte, nicht in sein Buch auf.
Hinsichtlich der Akupunktur und Moxibustion lieferte er erste konkrete Therapie- und Textbeispiele, die bis ins 19. Jh. rezipiert wurden. Mit der Klopfnadel und dem Führungsröhrchen stellte er, ohne es zu ahnen, japanische Neuerungen des 17. Jahrhunderts vor, die es in China nicht gab.
Kaempfers Flora Japonica regte den schwedischen Arzt und Naturforscher Carl Peter Thunberg zur erneuten Bearbeitung der japanischen Pflanzenwelt auf der Grundlage der Taxonomie seines Lehrers Carl von Linné an. Thunbergs Werk wurde dann im 19. Jh. durch Philipp Franz von Siebold und Joseph Gerhard Zuccarini weiter entwickelt.
Die emotional aufgeladene und mit einer Illustration geschmückte Schilderung seiner „Audienz“ am Hofe des Shoguns Tokugawa Tsunayoshi stimulierte besonders die europäischen Dichter. Der ‚Tanz vor dem japanischen Kaiser‘ setzte sich im Japanbild fest. Obwohl die „Pickelheringreigen“ mit dem Tode Tsunayoshis im Jahre 1709 endeten, glaubte noch der 1826 nach Edo aufbrechende Philipp Franz von Siebold, er müsse im Schloss des Shōgun ähnliche Darbietungen zum Besten geben.
Nicht zuletzt dienten Kaempfers Schriften späteren Generationen zur Vorbereitung ihrer Japanreise und den Autoren als historischer Bezugspunkt. Noch Siebold, der mehr als ein Jahrhundert nach Kaempfer Japan erforschte, fühlt sich an vielen Stellen seines einflussreichen Nippon bemüßigt, Kaempfers Schilderungen zu korrigieren, zu bestätigen oder auszuweiten.

## Forschungsgeschichte zu Kaempfers Leben und Werk
Da der Nachlass von Hans Sloane nach dessen Tod als Gründungssammlung in die Kollektion des Britischen Museums einging, konnte dieser Teil der Kaempferschen Bestände für die Nachwelt weitgehend gerettet werden. Kaempfers umfangreiche Familienbibliothek von rund 3500 Titeln jedoch wurde in einer 1773 durchgeführten Versteigerung zerstreut. Sein „Stammbuch“ sowie Akten seines Scheidungsprozesses befinden sich in Detmold.
Mit der Öffnung und rasanten Modernisierung Japans seit der Mitte des 19. Jhs. schwand das Interesse an Kaempfer. Erst im 20. Jh. kam es zur Wiederentdeckung, bei der sich vor allem Karl Meier-Lemgo große Verdienste erwarb. Der Titel seiner ersten Veröffentlichung „Engelbert Kaempfer, ein großer Unbekannter“ spiegelt die damalige Lage wider. Am Anfang stand die Erschließung der gedruckten Werke, nach einer Reise nach London stieg auch das Interesse an den handschriftlichen Aufzeichnungen. Unter Meier-Lemgos zahlreichen Arbeiten sind die Übersetzung von Teilen der Amoenitates Exoticae („Engelbert Kaempfer: 1651–1716. Seltsames Asien“, 1933) und „Die Reisetagebücher Engelbert Kaempfers“ (1968) hervorzuheben. Die Übersetzung des ersten Buchs der Amoenitates Exoticae, die der Iranologe Walther Hinz 1940 unter dem Titel „Engelbert Kaempfer: Am Hofe des persischen Großkönigs (1684–1685)“ publizierte, gilt als eine der wichtigsten deutschsprachigen Quellen über das Persien des 17. Jahrhunderts. 2019 erschien eine ausführlich kommentierte deutsche Übersetzung des 5. Buches (Flora Japonica). Nach dem Tode Meier-Lemgo im Jahre 1969 folgte eine Phase von Einzelstudien zu den diversen Fachbereichen, die in Kaempfers Werken angesprochen werden. Hier spielte auch die 1971 in Lemgo gegründete Engelbert-Kaempfer-Gesellschaft eine wichtige Rolle.
Nach zwei internationalen Tagungen in Lemgo und Tokyo anlässlich des 300-jährigen Jubiläums der Anlandung Kaempfers in Japan kam es zu einem erneuten Aufschwung der Forschungen zu Kaempfers Leben und Schriften. Dank der langjährigen Kooperation von Forschern verschiedener Disziplinen wurde der bis dato als kaum lesbar geltende Nachlass in der British Library in großen Teilen erschlossen und in einer kritischen Edition (2001 bis 2003) zugänglich gemacht. Hierbei traten u. a. erhebliche Unterschiede zwischen der englischen Druckausgabe „The History of Japan“ und Kaempfers deutschem Manuskript „Heutiges Japan“ zu Tage. Auch zeigte sich, dass die in London liegende Manuskript-Reinschrift nur zum Teil von Kaempfer, zum Teil aber auch von seinem Neffen und anderen Schreibern angefertigt worden war. Weitere Bände mit Kaempfers Materialien über japanische Pflanzen, Siam, Indien und Russland folgten.
In diesem Kontext entstanden mehrere umfangreiche Publikationen, darunter eine Biographie von Detlef Haberland sowie Sammelbänden in deutscher und englischer Sprache. Eine von B. Bodart-Bailey auf der Grundlage des Londoner Manuskripts angefertigte englische Neuübersetzung („Kaempfer's Japan: Tokugawa Culture Observed, 1999“) erweiterte die internationale Leserschaft erheblich.
In Japan machte Tadashi Imai Kaempfers Werk mit seiner 1973 gedruckten Übersetzung der durch Dohm besorgten „Geschichte und Beschreibung von Japan“ dem allgemeinen Publikum bekannt. Hideaki Imamura trug mit einer Biographie von Kaempfers Zimmerdiener Imamura Eisei (Imamura Eisei den, 2010) und der Übersetzung umfangreicher Auszüge aus dem Diensttagebuch der Handelsniederlassung Dejima (Oranda Shōkan Nisshi to Imamura Eisei, Imamura Meisei, 2007) zur Aufklärung des Lebens und der Verdienste seines berühmten Vorfahren bei.
Die nunmehr über ein Jahrhundert andauernde Auswertung der publizierten Schriften und des Nachlasse zeigt eine eindrucksvolle Breite und Tiefe der Forschungsarbeit des Lemgoer Arztes auf, der mit Recht zu den herausragenden Forschungsreisenden des 17. Jahrhunderts zählt.

## Ehrungen
Carl von Linné benannte ihm zu Ehren die Gattung Kaempferia der Pflanzenfamilie der Ingwergewächse (Zingiberaceae). Indirekt ist dadurch auch die chemische Verbindung Kaempferol nach ihm benannt,  da sich deren Name von der Gattung Kaempferia ableitet. Weitere nach Engelbert Kaempfer benannte Arten sind die Japanische Riesenkrabbe, Macrocheira kaempferi (Temminck, 1836), und die Japanische Lärche, Larix kaempferi (Lamb.) Carrière.
Nach Engelbert Kaempfer ist in seiner Geburtsstadt Lemgo auch das Engelbert-Kaempfer-Gymnasium benannt.
In Lemgo gibt es das Engelbert-Kaempfer-Denkmal am Wall. Es wurde von den Deutschen Naturforschern und Ärzten initiiert, finanziert und 1867 eingeweiht. Am Geburtshaus Kaempfers – dem jetzigen Gemeindehaus der Kirche St. Nicolai – brachte der Gauleiter Alfred Meyer unter Schirmherrschaft des Reichsleiters Alfred Rosenberg im Jahre 1937 eine Gedenktafel an. 1991 hat die Engelbert-Kaempfer-Gesellschaft in Lemgo-Lieme am Eingang des ehemaligen Kaempferschen Wohnhauses eine Tafel angebracht. 2009 schuf Carolin Engels einen Engelbert-Kaempfer-Gedenkstein. Er befindet sich in der Kirche St. Nicolai nahe seiner inzwischen identifizierten Grabstelle.

## Werke
- Exercitatio politica de Majestatis divisione in realem et personalem, quam […] in celeberr. Gedanensium Athenaei Auditorio Maximo Valedictionis loco publice ventilendam proponit Engelbertus Kämpffer Lemgovia-Westphalus Anno MDCLXXIII d. 8. Junii h. mat. Dantisci [=Danzig], Impr. David Fridericus Rhetius.
- Disputatio Medica Inauguralis Exhibens Decadem Observationum Exoticarum, quam […] pro gradu doctoratus […] publico examini subjicit Engelbert Kempfer, L. L. Westph. ad diem 22. Aprilis […] Lugduni Batavorum [Leiden], apud Abrahanum Elzevier, Academiae Typographum. MDCXCIV.
- Amoenitatum exoticarum politico-physico-medicarum fasciculi v, quibus continentur variae relationes, observationes & descriptiones rerum Persicarum & ulterioris Asiae, multâ attentione, in peregrinationibus per universum Orientum, collecta, ab auctore Engelberto Kaempfero. Lemgoviae, Typis & impensis H.W. Meyeri, 1712. (diglib.hab.de).
- Regni Japoniae Nova Mappa Geographica. Aug. Vind., [zwischen 1740 u. 1756] (Digitalisat)
  - Engelbert Kaempfer: 1651–1716. Seltsames Asien (Amoenitates Exoticae). In Auswahl übersetzt von Karl Meier-Lemgo, Detmold 1933.
  - Engelbert Kaempfer: Am Hofe des persischen Großkönigs (1684–1685) Hrsg. Walther Hinz, Tübingen 1977 und Stuttgart 1984.
- The History of Japan, giving an Account of the ancient and present State and Government of that Empire; of Its Temples, Palaces, Castles and other Buildings; of its Metals, Minerals, Trees, Plants, Animals, Birds and Fishes; of The Chronology and Succession of the Emperors, Ecclesiastical and Secular; of The Original Descent, Religions, Customs, and Manufactures of the Natives, and of thier Trade and Commerce with the Dutch and Chinese. Together with a Description of the Kingdom of Siam. Written in High-Dutch by Engelbertus Kaempfer, M. D. Physician to the Dutch Embassy to the Emperor's Court; and translated from his Original Manuscript, never before printed, by J. G. Scheuchzer, F. R. S. and a member of the College of Physicians, London. With the Life of the Author, and an Introduction. Illustrated with many copperplates. Vol. I/II. London: Printed for the Translator, MDCCXXVII.
- Engelbert Kaempfers Weyl. D. M. und Hochgräfl. Lippischen Leibmedikus Geschichte und Beschreibung von Japan. Aus den Originalhandschriften des Verfassers herausgegeben von Christian Wilhelm Dohm. Erster Band. Mit Kupfern und Charten. Lemgo, im Verlage der Meyerschen Buchhandlung, 1777 (Digitalisat und Volltext im Deutschen Textarchiv); Zweyter und lezter Band. Mit Kupfern und Charten. Lemgo, im Verlage der Meyerschen Buchhandlung, 1779. (Digitalisat und Volltext im Deutschen Textarchiv, Digitalisat in der Staatsbibliothek Bayern).
- Dito. Neudruck, mit einer Einführung von H. Beck, 2 Bände, Stuttgart 1964 (= Quellen und Forschungen zur Geschichte der Geographie und der Reisen. Band 2).
- Engelbert Kaempfer, Werke. Kritische Ausgabe in Einzelbänden. Herausgegeben von Detlef Haberland, Wolfgang Michel, Elisabeth Gössmann.
  - (Vol. 1/1, 1/2) Heutiges Japan. München: Iudicium Verl., 2001 (Wolfgang Michel / Barend Terwiel hrsg.; Textband und Kommentarband). ISBN 3-89129-931-1.
  - (Vol. 2) Briefe 1683–1715. München: Iudicium Verl., 2001. (Detlef Haberland hrsg.) ISBN 3-89129-932-X.
  - (Vol. 3) Zeichnungen japanischer Pflanzen. München: Iudicum Verl., 2003. (Brigitte Hoppe hrsg.) ISBN 3-89129-933-8.
  - (Vol. 4) Engelbert Kaempfer in Siam. München: Iudicum Verl., 2003. (Barend Terwiel) ISBN 3-89129-934-6.
  - (Vol. 5) Notitiae Malabaricae. München: Iudicum Verl., 2003. (Albertine Gaur hrsg.) ISBN 3-89129-935-4.
  - (Vol. 6) Russlandtagebuch 1683. München: Iudicum Verl., 2003. (Michael Schippan hrsg.) ISBN 3-89129-936-2.
- Engelbert Kaempfer: Der 5. Faszikel der „Amoenitates Exoticae“ – die japanische Pflanzenkunde. Herausgegeben und kommentiert von Brigitte Hoppe und Wolfgang Michel-Zaitsu. Hildesheim/Zuerich/New York: Olms-Weidmann, 2019. ISBN 978-3-615-00436-6.
- Das Stammbuch Engelbert Kaempfers. Herausgegeben von Lothar Weiß, Detlef Haberland, Michael Bischoff und Joachim Eberhardt. Weidmann, Hildesheim 2021 (Kaempferiana; Texte von und Materialien zu Engelbert Kaempfer; 2). ISBN 978-3-615-00435-9.